# اومنی-پث

## تاریخچه و توسعه
اومنی-پث (Omni-Path) توسط اینتل توسعه یافته و برای اولین بار در سال ۲۰۱۵ معرفی شد. هدف اصلی اینتل از توسعه این فناوری ارائه جایگزینی پیشرفته برای اینفینی‌بند (InfiniBand) بود تا بتواند عملکرد بهتری در ارتباطات پردازش با کارایی بالا (HPC) و دیتاسنترها ارائه دهد. در سال ۲۰۱۶، اولین محصولات مبتنی بر اومنی-پث به بازار عرضه شدند.

## معماری و طراحی
اومنی-پث از پروتکل OPA (Omni-Path Architecture) استفاده می‌کند که به‌طور ویژه برای محیط‌های HPC طراحی شده است. این فناوری از توپولوژی‌های شبکه‌ای مختلفی مانند مش (mesh)، توروس (torus)، و فتی‌تری (fat tree) پشتیبانی می‌کند. طراحی اومنی-پث به گونه‌ای است که تأخیر بسیار کمی داشته و پهنای باند بالایی را فراهم می‌کند، که این ویژگی‌ها برای محاسبات با کارایی بالا بسیار حیاتی هستند.

## ویژگی‌ها و قابلیت‌ها
1. تأخیر پایین: اومنی-پث تأخیر بسیار کمی دارد که باعث افزایش سرعت ارتباطات بین نودهای محاسباتی می‌شود.
2. پهنای باند بالا: این فناوری پهنای باند بالایی را ارائه می‌دهد که برای انتقال حجم زیادی از داده‌ها در شبکه‌های HPC ضروری است.
3. مقیاس‌پذیری: اومنی-پث به راحتی قابل گسترش است و می‌تواند با افزایش تعداد نودها در شبکه، عملکرد خود را حفظ کند.
4. پشتیبانی از توپولوژی‌های مختلف: اومنی-پث از توپولوژی‌های مختلف شبکه‌ای پشتیبانی می‌کند که امکان بهینه‌سازی ساختار شبکه را بر اساس نیازهای خاص فراهم می‌سازد.

## کاربردها
1. سوپرکامپیوترها: اومنی-پث به‌طور گسترده‌ای در سوپرکامپیوترها استفاده می‌شود که نیاز به ارتباطات سریع و با تأخیر کم بین نودهای محاسباتی دارند.
2. دیتاسنترها: در دیتاسنترها نیز این فناوری برای بهبود کارایی و مقیاس‌پذیری شبکه‌های محاسباتی استفاده می‌شود.
3. تحقیقات علمی: در پروژه‌های تحقیقاتی که نیاز به پردازش‌های پیچیده و حجم بالای داده‌ها دارند، اومنی-پث گزینه‌ای مناسب است.

## مزایا
1. افزایش کارایی: تأخیر پایین و پهنای باند بالا باعث افزایش کارایی سیستم‌های HPC می‌شود.
2. مقیاس‌پذیری بالا: امکان گسترش شبکه بدون افت عملکرد.
3. پشتیبانی از پروتکل‌های استاندارد: اومنی-پث از پروتکل‌های استاندارد شبکه‌ای پشتیبانی می‌کند که این امر ادغام با سیستم‌های موجود را آسان‌تر می‌کند.

## چالش‌ها و محدودیت‌ها
1. رقابت با فناوری‌های موجود: اومنی-پث باید با فناوری‌های جاافتاده‌ای مانند اینفینی‌بند رقابت کند.
2. نیاز به سازگاری نرم‌افزار: پذیرش گسترده این فناوری نیاز به سازگاری نرم‌افزارهای موجود با پروتکل‌ها و معماری‌های جدید دارد.
3. هزینه‌ها: هزینه‌های پیاده‌سازی و نگهداری می‌تواند چالش‌برانگیز باشد، به ویژه برای سازمان‌های کوچک‌تر.